# Индуктивная размерность
Индуктивная размерность — тип определения размерности топологического пространства, основанный на наблюдении, что сферы в Евклидовом пространстве имеют размерность на единицу меньше.
Существует два варианта определения индуктивной размерности, так называемые большая и малая индуктивные размерности;
для пространства {\displaystyle X} они обычно обозначаются {\displaystyle \mathrm {Ind} \,X} и {\displaystyle \mathrm {ind} \,X} соответственно.
В большинстве топологических пространств встречающихся в приложениях обе размерности совпадают, и они также равны  размерности Лебега.

## Определение
По определению размерность пустого множества считается равной {\displaystyle -1}; то есть
{\displaystyle \mathrm {ind} \,\varnothing =\mathrm {Ind} \,\varnothing =-1}
{\displaystyle \mathrm {ind} \,X} — малая индуктивная размерность топологического пространства {\displaystyle X}, определяется как наименьшее число {\displaystyle n} такое, что для любой точки {\displaystyle x\in X} и любой её открытой окрестности {\displaystyle U}, существует открытое множество {\displaystyle W}, что  {\displaystyle \mathrm {ind} \,\partial W\leq n-1}, то есть малая индуктивная размерность границы {\displaystyle W} не превосходит {\displaystyle n-1} и 
{\displaystyle x\in W\subset {\bar {W}}\subset U,}
где {\displaystyle {\bar {W}}} обозначает замыкание {\displaystyle W}.
{\displaystyle \mathrm {Ind} \,X} — большая индуктивная размерность определяется похожим способом:
как наименьшее число {\displaystyle n} такое, что для любого замкнутого множества {\displaystyle K\subset X} и любой его открытой окрестности {\displaystyle U}, существует открытое множество {\displaystyle W}, что {\displaystyle \mathrm {Ind} \,\partial W\leq n-1} и  
{\displaystyle K\subset W\subset {\bar {W}}\subset U.}

## Замечания
- Размерность Лебега является ещё одним вариантом определения размерности топологического пространства; термин «топологическая размерность» обычно используется именно для размерности Лебега, для пространства {\displaystyle X} она обывно обозначаются {\displaystyle \dim X}.

## Свойства
- {\displaystyle \dim X=0} тогда и только тогда, когда {\displaystyle \operatorname {Ind} X=0.}
- (Теорема Урысона) для нормального пространства {\displaystyle X} со счётной базой, выполняется равенство
{\displaystyle \dim X=\operatorname {Ind} X=\operatorname {ind} X.}

Иначе говоря, у сепарабельных и метризуемых пространств, обе индуктивные размерности совпадают с размерностью Лебега.
- Для метризуемых пространств {\displaystyle X} выполнено следующее (Мирослав Катетов)
{\displaystyle \dim X=\operatorname {Ind} X\geq \operatorname {ind} X.}
- Если пространство {\displaystyle X} компактно и хаусдорфово то (П. С. Александров)
{\displaystyle \operatorname {Ind} X\geq \operatorname {ind} X\geq \dim X.}
  - Оба эти неравенства могут быть строгими (В. В. Филиппов)

- Сепарабельное метрическое пространство {\displaystyle X} удовлетворяет неравенству {\displaystyle \operatorname {Ind} X\leq n} тогда и только тогда, когда для каждого замкнутого подпространства {\displaystyle A} пространства {\displaystyle X}, каждое непрерывное отображение {\displaystyle f:A\to \mathbb {S} ^{n}} допускает непрерывное продолжение {\displaystyle F:X\to \mathbb {S} ^{n}}.